# Philodendron purulhense
Philodendron purulhense är en kallaväxtart som beskrevs av Thomas Bernard Croat. Philodendron purulhense ingår i släktet Philodendron och familjen kallaväxter. Inga underarter finns listade.